# Кестен (село)
Кестен (болг. Кестен) — село в Болгарии. Находится в Смолянской области, входит в общину Девин. Население составляет 89 человек.

## Политическая ситуация
Кестен подчиняется непосредственно общине и не имеет своего кмета.
Кмет (мэр) общины Девин — Здравко Василев Василев Движение за права и свободы (ДПС)) по результатам выборов в правление общины.